# Liste der Kulturdenkmale in Söbrigen
In der Liste der Kulturdenkmale in Söbrigen sind die Kulturdenkmale aufgeführt, die sich in der Dresdner Gemarkung Söbrigen befinden. Die Gemarkung Söbrigen liegt komplett im Denkmalschutzgebiet Elbhänge (in Kraft gesetzt am 28. März 1997). Straßen und Plätze in der Gemarkung Söbrigen sind in der Liste der Straßen und Plätze in Söbrigen aufgeführt.

## Legende
- Bild: Bild des Kulturdenkmals, ggf. zusätzlich mit einem Link zu weiteren Fotos des Kulturdenkmals im Medienarchiv Wikimedia Commons. Wenn man auf das Kamerasymbol klickt, können Fotos zu Kulturdenkmalen aus dieser Liste hochgeladen werden:
- Bezeichnung: Denkmalgeschützte Objekte und ggf. Bauwerksname des Kulturdenkmals
- Lage: Straßenname und Hausnummer oder Flurstücknummer des Kulturdenkmals. Die Grundsortierung der Liste erfolgt nach dieser Adresse. Der Link (Karte) führt zu verschiedenen Kartendiensten mit der Position des Kulturdenkmals. Fehlt dieser Link, wurden die Koordinaten noch nicht eingetragen. Sind diese bekannt, können sie über ein Tool mit einer Kartenansicht einfach nachgetragen werden. In dieser Kartenansicht sind Kulturdenkmale ohne Koordinaten mit einem roten bzw. orangen Marker dargestellt und können durch Verschieben auf die richtige Position in der Karte mit Koordinaten versehen werden. Kulturdenkmale ohne Bild sind an einem blauen bzw. roten Marker erkennbar.
- Datierung: Baubeginn, Fertigstellung, Datum der Erstnennung oder grobe zeitliche Einordnung entsprechend des Eintrags in der sächsischen Denkmaldatenbank
- Beschreibung: Kurzcharakteristik des Kulturdenkmals entsprechend des Eintrags in der sächsischen Denkmaldatenbank, ggf. ergänzt durch die dort nur selten veröffentlichten Erfassungstexte oder zusätzliche Informationen
- ID: Vom Landesamt für Denkmalpflege Sachsen vergebene, das Kulturdenkmal eindeutig identifizierende Objekt-Nummer. Der Link führt zum PDF-Denkmaldokument des Landesamtes für Denkmalpflege Sachsen. Bei ehemaligen Kulturdenkmalen können die Objektnummern unbekannt sein und deshalb fehlen bzw. die Links von aus der Datenbank entfernten Objektnummern ins Leere führen. Ein ggf. vorhandenes Icon  führt zu den Angaben des Kulturdenkmals bei Wikidata.

## Denkmalliste
| Bild                                    | Bezeichnung                                          | Lage                         | Datierung                               | Beschreibung | ID       |
| --------------------------------------- | ---------------------------------------------------- | ---------------------------- | --------------------------------------- | --- | -------- |
| Direkt Bild zu diesem Denkmal hochladen | Denkmalschutzgebiet Elbhänge                         | (Karte)                      |                                         | von ortsbildprägender, landschaftsgestaltender Bedeutung und damit von indifikationsbildender Wirkung           | 09305812 |
|                                         | Hausinschrift                                        | Altsöbrigen 11 (Karte)       | 1795 (Inschrifttafel)                   | Inschrift mit Kranz und Anker, möglicherweise Haus eines Fährmanns oder Fischers, ortsgeschichtlich bedeutend   | 09211633 |
|                                         | Kriegerdenkmal für die Gefallenen des 1. Weltkrieges | Elbeweg (Karte)              | nach 1918 (Kriegerdenkmal 1. Weltkrieg) | Obelisk auf Postament, Inschrift, Eisernes Kreuz, ortsgeschichtlich bedeutend                                   | 09211632 |
|                                         | Wohnhaus mit Nebengebäude in offener Bebauung        | Elbeweg 1 (Karte)            | 19. Jh. (Wohnhaus)                      | markanter ländlicher Bau mit verbrettertem Fachwerkobergeschoss und Krüppelwalmdach, baugeschichtlich bedeutend | 09211634 |
|                                         | Wohnhaus mit Anbau                                   | Hockeyweg 9 (Karte)          | um 1900 (Wohnhaus)                      | villenartiger, historisierender Bau mit Zierfachwerk, baugeschichtlich bedeutend, zudem von Belang für Ortsbild | 09211636 |
| Direkt Bild zu diesem Denkmal hochladen | Wohnhaus mit Anbau in offener Bebauung               | Söbrigener Straße 56 (Karte) | 19. Jh. (Wohnhaus)                      | charakteristischer ländlicher Bau, markanter verschieferter Giebel, ortsentwicklungsgeschichtlich bedeutend     | 09211635 |
|                                         | Wohnhaus mit Anbau in Ecklage und offener Bebauung   | Söbrigener Straße 59 (Karte) | bezeichnet 1810 (Wohnhaus)              | charakteristischer ländlicher Bau, ortsentwicklungsgeschichtlich bedeutend                                      | 09211631 |
| Direkt Bild zu diesem Denkmal hochladen | Wohnhaus mit Anbau, Schauer und Einfriedung          | Söbrigener Straße 68 (Karte) | 1. Viertel 19. Jh. (Wohnhaus)           | markanter ländliches Anwesen seiner Zeit, baugeschichtlich und ortsentwicklungsgeschichtlich bedeutend          | 09211630 |

## Ehemalige Kulturdenkmale
| Bild                                    | Bezeichnung        | Lage                | Datierung | Beschreibung | ID |
| --------------------------------------- | ------------------ | ------------------- | --------- | ------------ | -- |
| Direkt Bild zu diesem Denkmal hochladen | Wohnhaus mit Anbau | Hockeyweg 6 (Karte) |           |              |    |